# Сашина, Галина Дмитриевна
Галина Дмитриевна Сашина (26 июня 2002) — российская тяжелоатлетка. Трёхкратный призёр чемпионатов России 2023, 2024 и 2025 годов. Мастер спорта России.

## Биография
Родилась 26 июня 2002 года. Воспитанница Санкт-Петербургского УОР № 2.
В июле 2021 года было присвоено звание «Мастер спорта России».
На чемпионате России по тяжёлой атлетике 2023 года, который состоялся в Новом Уренгое, Сашина завоевала бронзовую медаль чемпионата страны в весовой категории до 81 кг, с общим весом на штанге по сумме двух упражнений 184 килограммов.
В июле 2024 года на чемпионате России, который состоялся В Новосибирске, Галина завоевала серебряную медаль в категории до 81 кг с результатом 195 кг по сумме двух упражнений.
На чемпионате России 2025 года в Санкт-Петербурге в категории до 81 кг завоевала бронзовую медаль, зафиксировав сумму 205 кг. В упражнении "рывок" была второй, а в "толчке" третьей.

## Основные результаты
| Год  | Соревнования     | Место проведения | Весовая категория | Рывок, кг | Толчок, кг | Сумма, кг | Место |
| ---- | ---------------- | ---------------- | ----------------- | --------- | ---------- | --------- | ----- |
| 2023 | Чемпионат России | Новый Уренгой    | до 81 кг          | 83        | 101        | 184       | 3     |
| 2024 | Чемпионат России | Новосибирск      | до 81 кг          | 84        | 111        | 195       | 2     |
| 2025 | Чемпионат России | Санкт-Петербург  | до 81 кг          | 90        | 115        | 205       | 3     |